# Pulo do Lobo
La Cascada del Pulo do Lobo o simplemente Pulo do Lobo (Salto del Lobo en español) es una cascada portuguesa que se encuentra en río Guadiana a aproximadamente 18 km al norte de Mértola, en el distrito de Beja, perteneciente a la región del Alentejo y en la subregión del Bajo Alentejo.
Esta cascada forma la más alta cascada en el sur de Portugal.

## Descripción
La cascada del Pulo do Lobo está formada por las aguas del río Guadiana, aguas arriba de la ciudad de Mértola, tiene aguas claras y cristalinas que se precipitan de una caída de cerca de 4 m de altura perdiéndose en un mar de espuma por una garganta rocosa, donde desaguan después, para dar lugar a un lago de aguas serenas. Las márgenes del río, en este lugar, se presentan altos y pedregosos, y tan cerca que dieron origen a una leyenda que afirma que un lobo, al que intentaban dar caza, las traspasó de un salto.
El Pulo del Lobo es el más dramático tramo del Guadiana, el lugar donde el "río hierve entre paredes durísimas, rugen las aguas, espadan, golpean, refluyen y van royendo, un milímetro por siglo, por milenio, una nada en la eternidad", como escribió José Saramago